# Paul Bartsch (Musiker)

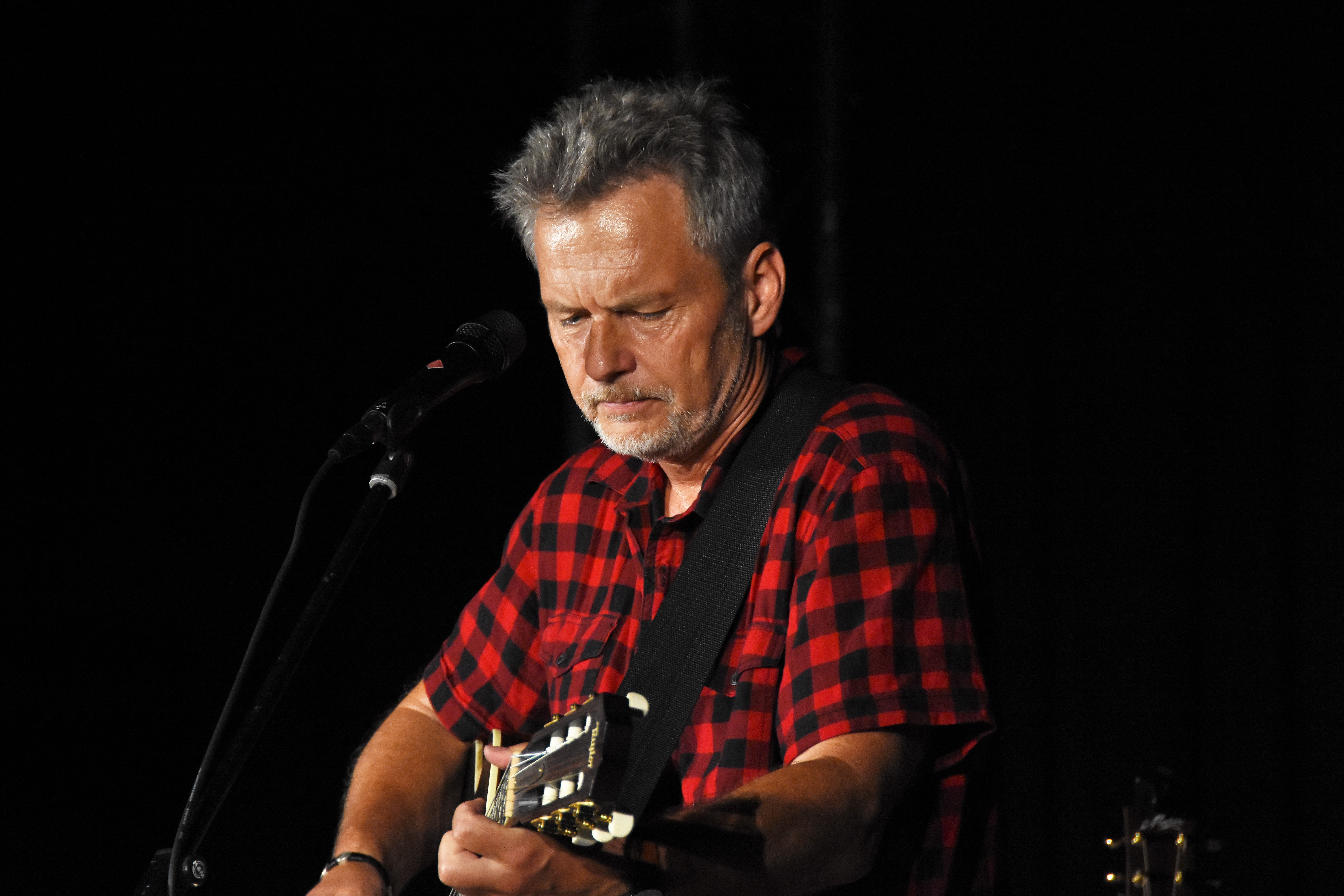
Paul Bartsch (2018)

Paul Detlev Bartsch (* 30. Juni 1954 in Wernigerode) ist ein deutscher Liedermacher und Medienpädagoge.

## Leben
Paul Bartsch wuchs in Danstedt, einem Dorf im Vorharz, auf. Mit 14 Jahren kam er auf die Erweiterte Oberschule in Halberstadt, sang dort in einer Schülerband und spielte Gitarre.
Von 1976 bis 1980 studierte Bartsch  Musikpädagogik an der Martin-Luther-Universität Halle-Wittenberg. Später war Bartsch Aspirant am Germanistischen Institut der Universität Halle und wurde dort 1988 als Literaturwissenschaftler promoviert.
Von 1991 bis 2017 war Bartsch als Medienpädagoge am Pädagogischen Landesinstitut Sachsen-Anhalt tätig. Im Oktober 2009 wurde er auf die Professur für „Erziehungswissenschaft: Kindheit und Medien“ an die Hochschule Merseburg berufen. Seit 2020 ist er im Ruhestand.
Paul Bartsch lebt heute in Halle (Saale); er ist seit 1978 verheiratet, hat eine Tochter und einen Sohn.

## Liedermacher und Autor
Als Student spielte Bartsch in verschiedenen Amateurbands Rockmusik. Seit 2003 läuft das Projekt „BARTSCH&BAND“ (Thomas Fahnert – Gitarre, Gesang; Gerd Hecht – Bass; Sander Lueken – Keyboard, Gesang; Ralf Schneider – Schlagzeug, Percussion).

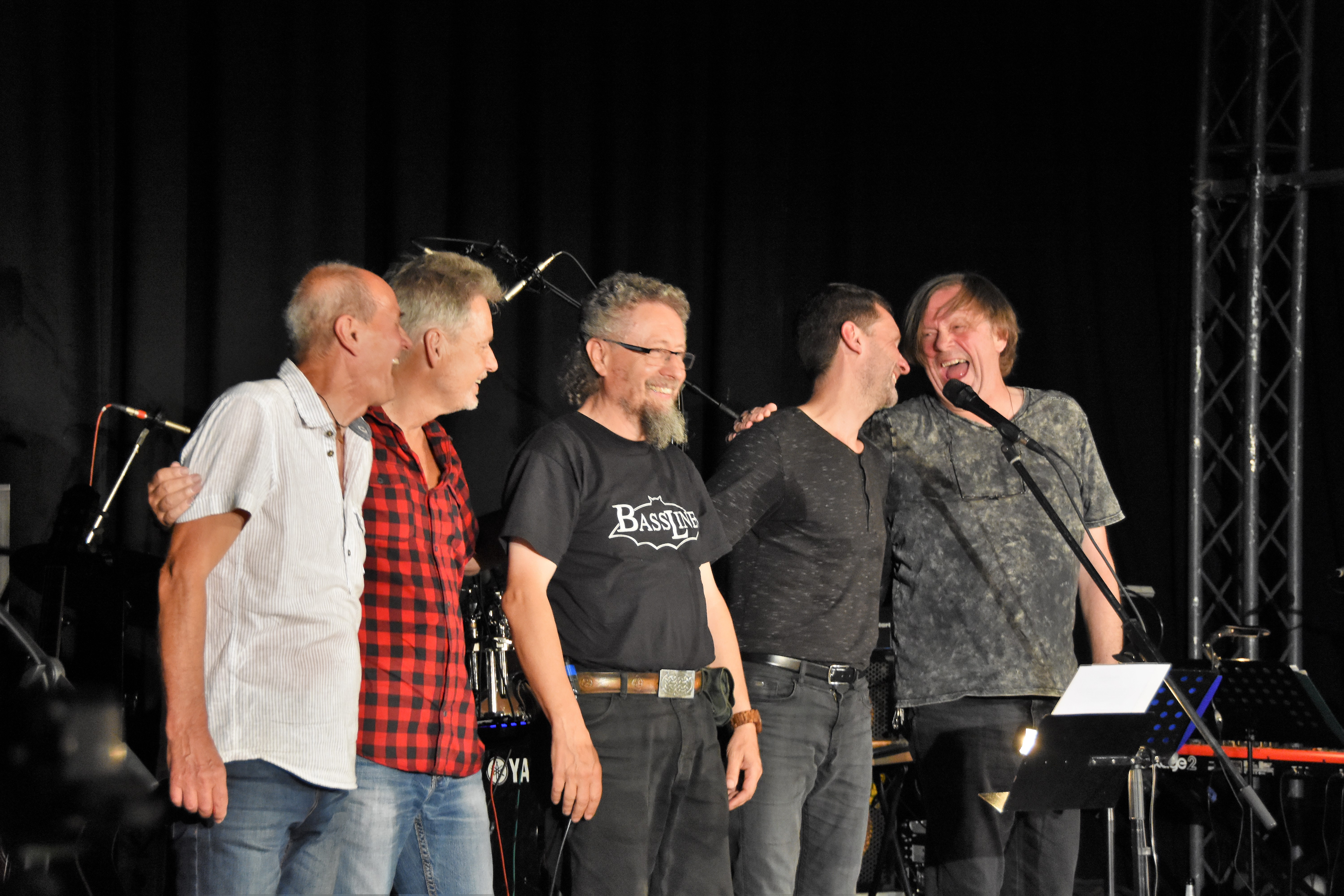
Paul Bartsch & Band, 2018

Neben Liedern schreibt und veröffentlicht Bartsch Lyrik und Prosa.
Seit April 2018 gestaltet Paul Bartsch als Musikjournalist im Nichtkommerziellen Lokalradio (NKL) CORAX Halle die monatliche Zweistunden-Sendung „LiveRillen“, die Konzertmitschnitte aus sechs Jahrzehnten Rockmusikgeschichte direkt von der Schallplatte vorstellt und kommentiert. Auf der Grundlage der Sendemanuskripte erscheint seit 2021 dazu eine gleichnamige Buchreihe.

## Medienpädagoge
Bartsch leitete von 1991 bis 2017 die medienpädagogische Fachabteilung des Pädagogischen Landesinstituts Sachsen-Anhalt (LISA). 
Als Mitglied einer Redaktionsgruppe war er an der Erarbeitung der von der Kultusministerkonferenz (KMK) im März 2012 veröffentlichten Erklärung Medienbildung in der Schule beteiligt.

## Publikationen

### Tonträger
- Leben in der Stadt, LP, SCALA Halle, 1990 (Paul Bartsch & FAM; Ein Liedermacher. Eine Band)
- Ein deutsch/deutscher Spitzen-Salat, Kassette, METRIX Halle, 1992 (Fahnert&Bartsch)
- Deutschland. Ein Herbst-Märchen, Kassette, METRIX Halle, 1994 (Fahnert, Bartsch & Hecht)
- Geliebte G., CD, 1995 (Fahnert, Bartsch & Hecht)
- 68er, CD, FunDomMusic, 1997 (Paul Bartsch & BleyFrey)
- Wenn ich aufhör anzufangen, CD, 2000 (Paul Bartsch solo)
- Weißes Kreuz auf rotem Grund, CD, 2001 (Paul Bartsch solo – live in Dänemark)
- BRUCHPILOTEN, CD, House Master Records, 2003 (BARTSCH&BAND) – "CD des Monats" in der deutschen Liederbestenliste vom Februar 2004[5]
- HEIMATREVUE der etwas anderen Art, CD mit Liedern nach Texten von Fritz Otto Hartmann, 2004, "CD des Monats" in der deutschen Liederbestenliste vom Januar 2005[6]
- Stechen in See, CD, cäsar music, 2005 (BARTSCH&BAND)
- 1990 – 2005 / Eine Auswahl, Doppel-CD, 2007
- Wer weiß schon wie, CD, dunefish/EDEL, 2008 (BARTSCH&BAND)
- Live im Objekt 5, CD, Bluebird Café Berlin Records, 2010 (BARTSCH&BAND)
- Wolkenkuckucksheimerbauer, CD, Bluebird Café Berlin Records, 2011 (Paul Bartsch & Band)
- Seltsames Spiel, CD, Bluebird Café Berlin Records, 2012
- Tanzende Hunde – Die Lieder der Bordkapelle, CD, Bluebird Café Berlin Records, 2013 (Paul Bartsch & Band)
- Freund sein, CD, Bluebird Café Berlin Records, 2016 (Paul Bartsch & Band)
- LiebesLand, CD, Bluebird Café Berlin Records, 2018 (Paul Bartsch & Band)
- Alle Fragen offen, CD, Bluebird Café Berlin Records, 2020 (Paul Bartsch & Band)
- Lieder vom Kommen und Gehn, CD, ZOUNDR München, 2021 (Paul Bartsch & Gutfreund)
- StadtMusikanten ... stimmen nochmal ihre alten Lieder an, Do.-CD, ZOUNDR München, 2023 (Paul Bartsch & Band)
- Märchen aus kommenden Tagen, CD, ZOUNDR München, 2024 (Paul Bartsch Akustik-Trio)

### Bücher (Auswahl)
- Paul Detlev Bartsch: Sparring. In: Einstieg. Geschichten neuer Autoren. Berlin 1987, S. 156–160. ISBN 3-355-00322-0
- Sag mir, wo du stehst – Ein Land in seinen Liedern, Winklers Verlag, Darmstadt 1997.
- … manchmal wird daraus ein Lied, Lieder 1978–1998, Stekovics, Halle/Zürich 1999
- Große Brüder werfen lange Schatten. Erzählung, projekte verlag 188, Halle 2002, ISBN 3-931950-54-9
- Amt des Sängers, Songbuch, 24 Texte & Noten, projekte verlag 188, Halle 2003
- Das Wasser am Hals oder 20 Sätze über die Trägheit. Erzählung, Anderbeck-Verlag, 2007, ISBN 978-3-937751-38-2
- Zweitausendplus. Die Lieder 2000 – 2010 | Eine Auswahl, 70 Texte, davon 40 mit Noten (Gesang/Gitarre), Fotografien von Heiko Fiedler, Vorwort von Christian Kuno Kunert (ex Renft), Projekte Verlag Halle, 2011, ISBN 978-3-86237-276-8
- Große Brüder werfen lange Schatten. Novelle. Neuausgabe. Mitteldeutscher Verlag, Halle (Saale) 2018, ISBN 978-3-96311-026-9
- Das Wasser am Hals. 20 Sätze über die Trägheit. Erzählung. Neuausgabe. Mitteldeutscher Verlag, Halle (Saale) 2019. ISBN 978-3-96311-137-2
- LiveRillen No. 1 bis No. 6 | Konzerte aus sechs Jahrzehnten Rockmusikgeschichte, BoD Norderstedt, 2021–2024, ISBN 978-3-75432-399-1 / ISBN 978-3-75432-400-4 / ISBN 978-3-75432-401-1
- … und das ist noch nicht alles. Lieder und Texte vom Kommen und Gehn. BoD Norderstedt, 2024. ISBN 978-3-75976-789-9

### Medienpädagogische Veröffentlichungen (Auswahl)
- Medienkompetenz im Handlungsfeld Schule. In: Schell/Stolzenburg/Theunert (Hrsg.): Medienkompetenz. Grundlagen und pädagogisches Handeln, KoPäd Verlag, München 1999
- Medienbildung – Ein kompetenzorientiertes Konzept für die Grundschule mit Beispielaufgaben und einem Medienpass, LISA, Halle 2008 (Projektleitung)
- Heimat – Medien – Identität. Informationen, Anregungen und Materialien zu einem komplexen (Unterrichts-)Thema, LISA, Halle 2007/08 (Redaktion)
- Von der Mediennutzung zu einer nachhaltigen Medienbildung. In: Computer + Unterricht.  77, I/2010.

## Projekte
- Bartsch&Band sowie Paul Bartsch Akustik-Trio – diverse Konzertprogramme mit szenischen Elementen zwischen Rock und Folk, Blues und Reggae, Tango und Swing.
- Heimatrevue der etwas anderen Art – multimediales Programm mit niederdeutschen Liedern (ostfälisches Platt), deren Texte von Fritz O. Hartmann (1891–1974) stammen und das ein interessantes Auswandererleben im Zeitkontext vorstellt.